# 穩定香港協會
穩定香港協會（英語：Federation for the Stability of Hong Kong），是香港鄉事派的一個已解散的政黨。他們主張維持政治、社會、經濟的穩定，以保持市民生活安穩。

## 歷史
1990年11月6日，穩定香港協會召開第一次會議，他們希望自己能成為一股穩定及繁榮香港的政治、經濟發展的新動力。該會原定於該年年尾正式成立，最後延至1991年5月16日正式成立。穩港協的大部分成員來自新界鄉議局，亦有部份身兼港事顧問、全國人大代表、全國政協等職位的成員。該會雖然為一由鄉事派為主幹的政黨，但由於他們認為穩定香港局勢需要依靠全港市民的共同力量，因而在全港劃分七個分區委員會，以擴展其會員層面，並歡迎任何理念相同的港九人士加入。
穩港協主張擁護《中英聯合聲明》和《基本法》、促進有利香港繁榮安定的政經發展、維護香港的自由與法紀，令市民生活安穩等。
穩港協在成立後的第一個立法局選舉，即1991年立法局選舉，成功奪得三個議席，議員包括劉皇發、梁錦濠及戴展華。
1991年12月，劉皇發與梁錦濠加入剛由工商界成立的啟聯資源中心（後來改組為自由黨）。在民主黨在1994年合併以後，該黨的聲勢一時無兩，以致穩港協需要與香港華人革新協會和新香港聯盟組成聯盟以作對抗。其後，穩港協的52名成員於1994年4月創立香港協進聯盟。
在此之後，穩港協變成不再活躍的政黨，成員皆以其餘身份參與政治。然而，穩港協一直存在16年，直至2010年6月4日解散。